# لتوویشته
لتوویشته (به صربی: Letovište) یک منطقهٔ مسکونی در صربستان است که در ولادیچین خان واقع شده‌است. لتوویشته ۱۷۷ نفر جمعیت دارد.